# Haumea
Haumea, com a designação de planeta menor 136108 Haumea (símbolo: ), antes conhecido astronomicamente como 2003 EL61, é um planeta anão do tipo plutoide, localizado a 43,3 UA do Sol, ou seja, um pouco mais de 43 vezes a distância da Terra ao Sol, em pleno Cinturão de Kuiper. Haumea possui dois pequenos satélites naturais, Hiʻiaka e Namaka, sobre os quais acredita-se serem destroços que se separaram de Haumea em decorrência de uma antiga colisão. Haumea também é o objeto astronômico com a mais rápida rotação no Sistema Solar, durando apenas quatro horas, o que faz com que o planeta-anão seja extremamente deformado, sendo semelhante a uma bola de rugby. Além disso, possui um albedo elevado devido a presença de gelo em forma cristalina na superfície. Pensa-se, também, tratar-se do maior membro de uma família de destroços criados num único evento destrutivo.
Apesar de ter sido descoberto em dezembro de 2004, só em 18 de setembro de 2008 é que se confirmou tratar-se de um planeta anão, recebendo então o nome da deusa havaiana do nascimento e fertilidade.

## Haumea na mitologia
Haumea é uma divindade primitiva do Havaí, deusa do nascimento e da fertilidade. Geralmente é identificada com Papa, uma antiga deusa mãe. Haumea pôde renascer constantemente, pelo que teve muitos filhos com seus próprios rebentos e descendentes. Também estava relacionada com os frutais sagrados, que produziam frutas segundo a sua vontade. E com sua varinha mágica ela povoava as águas que rodeiam as ilhas havaianas com grandes cardumes de peixes.

## A controvérsia Atégina/Haumea
O planeta 2003 EL61 provocou uma das disputas mais homéricas no meio astronômico que se tem notícia desde que Galileu brigou pelo direito de ter descoberto as maiores Luas de Júpiter. 2003 EL61 foi descoberto por José Luis Ortiz y Francisco Aceituno e Pablo Santos Sanz, astrofísico do Instituto de Astrofísica de Andaluzia. Em 29 de julho de 2005, enviaram os dados obtidos no observatório espanhol para o MPC Minor Center Planet. Pouco depois, Mike Brown, o famoso descobridor de Makemake e Éris, enviou felicitações aos colegas espanhóis. E devido a esse anúncio, Brown se viu obrigado a reportar precipitadamente à MPC a existência de dois outros transnetunianos gigantes que havia descoberto há tempos e que estava escondendo da comunidade científica. Durante o tempo que manteve ocultas as informações sobre esses objetos (Éris e Makemake) e descoberto pelos astrônomos espanhóis (2003 EL61), Brown teve tempo de realizar muitas especulações sozinho e eliminar os possíveis competidores por descobertas astronômicas que podiam ter observado também esses objetos.
Depois do anúncio pelos espanhóis, Brown chegou a acusá-los no New York Times de roubar seus dados sobre 2003 EL61 pela Internet e anunciar a descoberta do transnetuniano antes de sua equipe. E em 11 de setembro de 2006, após todo o alvoroço do anúncio de 2003 EL61 pelos espanhóis e a tentativa de Brown de se apropriar do direito de descoberta, o Instituto de Astrofísica da Andaluzia mandou uma proposta formal de nome ao MPC propondo o nome de Ataecina (Atégina em português), uma deusa ibérica, para o objeto que até então tinha o nome científico de 2003 EL61.
O comitê aceitou a proposta do nome enviada pelos espanhóis, mas em 17 de setembro de 2008 anunciou que o nome escolhido era Haumea, uma divindade havaiana, e que o nome era proposto pelo americano Mike Brown. Desse modo a I.A.U. (International Astronomical Union) cerceou o direito de descoberta e de nomenclatura dos espanhóis e quebrou umas de suas mais antigas leis de astronomia: a de que aquele que anuncia primeiro e oficialmente um corpo celeste tem o pleno direito de batizá-lo.
Assim, a I.A.U. cedeu, não sem controvérsia, o direito a Brown e sua equipe, o que causou mal estar em toda a comunidade astronômica, que viu com maus olhos a atitude da I.A.U. e classificou-a como protecionismo e corrupção política no meio científico. A discórdia estava plantada, a União Astronômica Internacional ficou em cima do muro: deixou o nome do descobridor em branco, colocando apenas o local de descobrimento como sendo o observatório de Andaluzia e batizou o planeta-anão com o nome sugerido pela equipe do Caltech.
Muitos consideraram a atitude tendenciosa, pelo simples fa(c)to de que o nome proposto pelo americano Brown é o de uma deusa havaiana, e o mais novo presidente dos Estados Unidos(campanha de 2008), Barack Hussein Obama é um havaiano.
Os espanhóis se sentiram "furtados" em seu direito e alegaram que Brown tinha apenas o direito de batizar os satélites de "Atégina", já que, esses sim, foram descobertos e anunciados oficialmente pelo americano e sua equipe. Ortiz e Aceituno chegaram a propor à I.A.U. que indicasse um nome neutro a fim de dar por encerrada a disputa com a equipe de Brown, mas a União Astronômica não se pronunciou quanto a isso. Assim permanece a discussão astronômica sobre o nome aprovado pela I.A.U. e o nome de direito; cabe ao senso comum decidir por qual nome o novo planeta deve ser chamado, decidindo pelo que é correto e justo.

## Descobertas e classificações
Astrônomos descobriram um novo conjunto de corpos celestes no Cinturão de Kuiper, uma região do sistema solar além da órbita de Netuno repleta de pequenos astros gélidos. É possível que se trate dos destroços de uma enorme colisão sofrida por Haumea. Isso porque, de acordo com o grupo do Instituto de Tecnologia da Califórnia - (Caltech), nos Estados Unidos, os corpos encontrados têm superfície e propriedades orbitais semelhantes às de Atégina/Haumea, cujo tamanho o coloca na categoria dos planetas anões, que inclui Plutão.
A equipe de Michael Brown, do Caltech, propõe que os fragmentos descobertos são pedaços da camada de gelo que cobre o planeta-anão, que tem cerca de um terço da massa de Plutão. Essas “famílias” de rochas com órbita e superfície similares já haviam sido observadas na cintura de asteroides localizada entre Marte e Júpiter, mas esta é a primeira ocorrência de objetos oriundos de colisões registrada no cinturão de Kuiper. A descoberta pode fornecer um campo de estudos de choques de astros em grande escala – a teoria mais aceita sobre a formação da Lua diz que o satélite se originou a partir da colisão de um objeto enorme com a Terra. Além disso, esse campo de estudo possibilita análises mais detalhadas dos objetos do cinturão de Kuiper e uma melhor compreensão da história do sistema solar.

## Anéis
Uma ocultação estelar observada em 21 de janeiro de 2017 revelou a presença de um anel ao redor de Haumea, o primeiro sistema de anéis descoberto em um corpo transnetuniano. Esse anel tem um raio de 2 287 km, largura de 70 km e é coplanar com o equador de Haumea e com a órbita do satélite Hi’iaka. Ele está próximo de uma ressonância 3:1 com a rotação de Haumea, completando uma revolução no tempo que Haumea faz três rotações.

## Luas
Haumea possui dois satélites naturais, eles são denominados Namaka e Hi'iaka, ambos foram descobertos em 2005, e tem 170 e 310 quilômetros respectivamente.
| Nome    | Diâmetro (km) | Distância de Haumea | Referências |
| ------- | ------------- | ------------------- | ----------- |
| Hi'iaka | 310           | 49,500 quilômetros  | [ 6 ]       |
| Namaka  | 170           | 39,300 quilômetros  | [ 6 ]       |